# IC 2151
IC 2151 је спирална галаксија у сазвјежђу Зец која се налази на листи објеката дубоког неба у Индекс каталогу.
Деклинација објекта је - 17° 47' 15" а ректасцензија 5h 52m 36,8s. Привидна величина (магнитуда) објекта IC 2151 износи 13,4 а фотографска магнитуда 14,2. Налази се на удаљености од 31,527 милиона парсека од Сунца. IC 2151 је још познат и под ознакама ESO 555-8, MCG -3-15-24, IRAS 05504-1747, PGC 18040.